# 仲丁基锂
仲丁基锂，化学式 CH
3CHLiCH
2CH
3，简称sec-BuLi或s-BuLi，是一种有机锂化合物，为正丁基锂和叔丁基锂的异构体。这种有手性的有机锂试剂是有机合成中仲丁基碳阴离子的来源。

## 制备
仲丁基锂可以由2-氯丁烷和单质锂反应而成。

## 性质

### 物理性质
仲丁基锂是一种无色粘稠液体。通过质谱法，发现了仲丁基锂的四聚体结构。在苯、环己烷和环戊烷等非极性溶剂中，它就是以四聚体存在的。在 −41 °C的环戊烷溶液中使用6Li-NMR，可以探测到六聚体。在具有配体性质的溶剂（如四氢呋喃）里，二聚体和单体之间存在平衡。

### 化学性质
相较于正丁基锂，仲丁基锂在室温下和乙醚、THF的反应更快。它会分解成氢化锂和各种丁烯（1-丁烯、顺式和反式的2-丁烯）
仲丁基锂可自燃，并产生红色的火焰。

## 用处
碳-锂键是高度极性的，所以其中的碳原子的亲核性和碱性很强。位阻更多的仲丁基锂的碱性比正丁基锂还强。这些性质可用于各种用途。举个例子，当有机化合物的C-H键酸性很弱，正丁基锂不能使用时，可以使用仲丁基锂。它也用于催化异戊二烯、丁二烯和苯乙烯的聚合反应。

## 扩展阅读
- Heinz G. O. Becker u. a.: Organikum. 21. Auflage. Wiley-VCH, Weinheim 2001, ISBN 3-527-29985-8.
- Christoph Elschenbroich: Organometallchemie. 5. Auflage. Teubner, Wiesbaden 2005, ISBN 3-519-53501-7.